# Eva Ugarte
Eva Ugarte (Madrid, 14 de desembre de 1983) és una actriu espanyola.

## Biografia
Encara que va néixer en Madrid, la seva infància i part de la seva adolescència les va passar a Tres Cantos, Madrid. En l'actualitat resideix i treballa a Madrid. Es va formar com a actriu en el laboratori de teatre William Layton i a la Reial Escola Superior d'Art Dramàtic en interpretació textual. Va començar com a actriu teatral, però amb el pas del temps ha participat en produccions cinematogràfiques i televisives.
Es va donar a conèixer amb les sèries de televisió produïdes per Bambú Producciones: Velvet i Bajo sospecha. Tanmateix, el seu gran èxit es deu al seu paper com a protagonista a Mira lo que has hecho, una serie escrita per Berto Romero, dirigida per Carlos Therón, Javier Ruiz Caldera i produïda per El Terrat per la plataforma Movistar+. Eva Ugarte interpreta el personatge de "Sandra", que és l'esposa de Berto Romero.

## Filmografia

### Cinema
- Arteros (2012)
- Viral (2012)
- Afterparty (2013)
- Embarazados (2016). Dirigida per Juana Macías Alba.
- Re-evolution (2017)
- Gente que viene y bah (2018)[5]
- Mamá no enRedes (2022)

### Televisió
- Bicho malo (2009), de Neox.
- Vaya Semanita (2010), d'ETB.
- La pecera de Eva (2010), de LaSiete.
- Impares Premium (2010), d'Antena 3.
- Poligoneros (2011), d'ETB.
- Homicidios (2011), de Telecinco.
- Con el culo al aire (2012), d'Antena 3.
- Bloguera en construcción (2013), d'Antena 3.
- Aupa Josu (2013), d'ETB.
- Velvet (2013/2014), d'Antena 3.
- Ciega a citas (2014), de Cuatro.
- Bajo sospecha (2015/2016), d'Antena 3 i Bambú Producciones.
- Mira lo que has hecho (2017/2019), Movistar+ i El Terrat.
- ¿A qué estás esperando?

### Curtmetratges
- Todo lo que sube (2010), dirigida per Peris Romano.
- Hazte amigo de las gordas (2010), dirigida per Borja González Santaolalla.
- Hasta Mañana (2010), dirigida per Lara Pedraz.
- Yo soy de amor (2010), dirigida per Carlo D'ursi.
- Ojos que no ven (2011), dirigida per Javier Vadillo.
- El enigma de Fulcanelli (2012), dirigida per Xabier Cereceda.
- Lapso Adalid (2013), dirigida per Sergio Candanedo i Carlos Guijarro.
- El ritmo en sus venas (2013), dirigida per Juan Poveda.
- Mac Guffin (2013), dirigida per Ele Valera.
- Emi (2014), dirigida per Juanma Costavetsky.
- LUZ (2014), dirigida per Sergy Moreno.

### Teatre
- Espadas en alto (2007), dirigida per Iñaqui Arana.
- Salomé (2007), dirigida per Sergio Artero.
- Pim, pam, pum (2008), dirigida per Jesús Salgado.
- Gusanos, el musical (2008), dirigida per Fermín Cabal.
- El embrujado (2009), dirigida per Mª Jesús Hoyos.
- Sabiond@s (2009), dirigida per Jesús Salgado.
- Como los griegos (2009), dirigida per Cecilia Geijo.
- Me cago en Freud (2009), dirigida per Gerardo Samaniego.
- Oración por el caballo J.O. (2009), dirigida per María Folguera.
- Memoria de la cárcel de mujeres (2011), dirigida per Romina Medina.
- La Tinaja (2012), dirigida per Jesús Salgado.
- Quién teme a Virginia Woolf (2013), dirigida per Marcelo Díaz.
- Los miércoles no existen (2013/2015), dirigida per Peris Romano.[6]
- Miles (2014), dirigida per Juan Cavestany.
- Espacio (2014/2015), dirigida per David Marqués.

## Premis
Premis Feroz
| Any  | Categoria                                | Sèrie                 | Resultat |
| ---- | ---------------------------------------- | --------------------- | -------- |
| 2020 | Millor actriu protagonista per una sèrie | Mira lo que has hecho | Nominada |

Premiada com a "Millor actriu X Certamen de Teatre Clàssic: La vida es sueño”